# Struktura ciągła
Struktura ciągła – struktura tektoniczna, której zasadnicze cechy zostały utworzone w procesie deformacji ciągłej. Ewentualne nieciągłości w jej obrębie nie mają istotnego wpływu na jej charakter.
Przeciwieństwem jest struktura nieciągła.
Do struktur ciągłych zaliczyć można m.in.:
- fałd
- fleksura
- monoklina